# 刘惠农
刘惠农（1912年10月26日—1997年9月25日），原名芦庆昌，男，江西万载人，中华人民共和国政治人物，曾任武汉市人民委员会市长，武汉市革命委员会主任，第三、第五届全国人大代表，中国共产党第七、八、第十二大代表。

## 生平
1925年参加革命。1926年10月加入中国共产主义青年团，投身学生爱国运动，并改名刘惠农。1928年12月转党。1929年任湘鄂赣边区共青团特委巡视员。1930年6月至8月任红三军团前委委员、军团机关总支书记、前委秘书。1930年8月至1931年11月任红三军团前委委员、红三军团总医院政治委员兼党支部书记。1932年3月至1933年6月任红三军团军医处政治委员。荣获中央革命军事委员会颁发的三等红星奖章。1933年6月至1934年8月任红三军团卫生部政治委员。1934年8月任红三军团卫生部部长。长征中，任红三军团卫生部政治委员，所在的红三军团卫生部警卫通讯排35人，仅两人活到陕北。1935年11月任红一方面军兵站医院政治委员。1936年2月任任中央军委后方办事处总卫生部政治委员。1936年12月至1937年7月，任中华苏维埃共和国中国人民抗日红军总卫生部政治委员。
1937年8月6日，军委总卫生部在陕西三原改为八路军总指挥部军医处（对内称卫生部），姜齐贤任部长、政治委员刘惠农。1937年冬，中央军委恢复了直辖的卫生部，政治委员刘惠农。1938年5月任八路军野战政治部军医处副处长。1938年12月至1940年4月任八路军第一二〇师第三五八旅政治部主任，1939年4月兼任第三五八旅军政委员会委员。1940年11月任八路军第一二〇师独立第二旅暨晋西北军区第二军分区政治部主任。1942年8月任晋绥分局委员兼秘书长。1945年4月至6月作为晋绥代表团成员出席中共七大，并担任晋绥代表团秘书长。
1945年10月赴东北。1945年12月任辽宁军区政治部主任。1946年2月至1948年4月任辽宁军区副政治委员兼政治部主任。1946年5月兼任辽东省委辽宁省分委委员。1946年12月至1948年6月兼任辽宁省委委员。参加“四保临江”战役。1948年1月至4月任东北人民解放军第三纵队副政治委员。1949年5月随第四野战军南下。1949年5月至8月任武汉市军事管制委员会交通接管部第二部长。1949年8月任中原临时人民政府交通部部长。
中华人民共和国成立后，1950年2月任中南军政委员会交通部第一副部长、党组书记（部长为民主人士贺耀祖），创办中南交通学院并兼任院长。1950年4月任中央人民政府交通部长江区航务局（后为交通部长江航务管理局）局长兼任中国人民轮船总公司长江区公司经理。1952年9月作为公方代表被公私合营的民生实业股份轮船公司董监理事会聘为总经理，成为全国公私合营的一面旗帜，受到毛泽东等中央领导人的赞扬。1954年5月大行政区撤销，选择留在了武汉，1954年5月增补为武汉市委委员，1954年11月任武汉市第一副市长。1955年1月任武汉市委书记处书记。1955年3月至1957年4月兼任武汉市政协副主席。1955年4月至1959年3月兼任武汉市委统战部部长。1955年9月至1956年6月任中共武汉市委第三副书记。1955年11月在中共中央召开的各省、市委代表参加的关于资本主义工商业改造的会议上，作《和平改造资本主义工商业是必要的可能的》的专题汇报，毛泽东给予肯定并全文向全党转发。1955年底任武汉市“对资改造十人领导小组”组长，从1956年元旦至当年11月底完成武汉市资本主义工商业公私合营。1956年12月至1966年5月任武汉市市长。任上抓好服务市民的供应保障工作，1957年11月至1958年4月围垦东西湖建成武汉市的“菜篮子”，批示市计委抓好妇女使用的无菌卫生纸生产，三年困难时期抓市民口粮供应、居民燃煤供应等民生。1959年11月至1961年6月兼任武汉军分区政治委员。1960年5月至1961年8月兼任武汉军分区党委书记。1960年7月至1961年5月兼任武汉市委副食品生产委员会书记。1961年8月至1969年12月兼任武汉市人民武装部政治委员、党委书记。1962年12月至1966年5月兼任武汉市委书记处书记。
文革期间下放蒲圻赵李桥羊楼洞茶场五七干校一大队五连放牛劳动。1973年1月通过审查，恢复领导工作，任武汉市委常委、市革命委员会副主任，分管武汉市财贸战线工作，为开展全市服务行业作风整顿，到武汉商场站柜台当售货员，提出全市学习汉阳区两湖副食品商店、武昌区积玉桥煤店以户建卡给双职工送煤上门；到武汉肉联厂蹲点解决因派性对立不能全面恢复生产问题。1977年10月至11月任武汉市委书记（当时设有第一书记）。1977年11月至1982年11月任武汉市委第二书记。1978年1月至1982年8月兼任湖北省委常委。1979年2月至12月任武汉市革委会主任。1979年12月武汉市第六届人大一次会议当选市人大常委会主任至1983年3月；并继续担任武汉市委第二书记（市委第一书记、市长李任之）。1980年3月至1982年11月兼任武汉市委纪律检查委员会第一书记。1983年12月至1988年12月任湖北省顾问委员会第一副主任。

## 家庭
- 夫人张林苏（1921-）
- 女儿刘晋生，刘保生，刘小清与刘小明
- 儿子刘明坚及夫人杨秋虹